# 乌兰白其河
乌兰白其河，位于中华人民共和国内蒙古自治区赤峰市巴林左旗西北部的一条河流，是乌力吉木伦河右岸支流，发源于白音勿拉镇以北大兴安岭山脉海力根台庙东南山顶，蜿蜒向东南流经乌兰白其嘎查、依斯力格、沙布台、碧流台镇四方城村（原四方城乡）、漫撒子沟村、海苏沟村、孤榆树村等地，于碧流台镇政府驻地以东转东流，经中段村、东方红村，于海力根台村再转东南，于大梁沟门以东汇入乌力吉木伦河。河流全长49千米，流域面积1144.4平方千米，河道平均比降19.6‰，年均径流量0.621亿立方米。碧流台镇政府驻地以上河段主要为草原牧区，以下为农业区。